# USS LST-1019
O USS LST-1019 foi um navio de guerra norte-americano da classe LST que operou durante a Segunda Guerra Mundial.